# Після шторму
«Після шторму» (англ. After the Storm) — американський телевізійний фільм-бойовик 2001 року, заснований на однойменній новелі Ернеста Хемінгуея.

## Сюжет
Молодий бродяга Арно переховується на карибських островах від поліції та гангстерів. Одного разу, під час шторму, неподалік від його притулку затонула яхта американського мільйонера з вантажем золота і дорогоцінних каменів.
Але їх точне місцезнаходження знає тільки Жан-П'єр, такий же авантюрист і бродяга, як Арно. Щоб дістати скарби вони змушені укласти тимчасовий союз. На глибині, де кожний невірний рух означає смерть, Арно доводиться побоюватися не тільки ненажерливих акул, але і свого нового партера. А на березі їх уже чекають озброєні бандити.

## У ролях
| Актор                | Роль                |
| -------------------- | ------------------- |
| Бенджамін Бретт      | Арно                |
| Милі Авіталь         | Ракушняк            |
| Барбара Андрес       | бабуся Дрісколл     |
| Стівен Петрарка      | Томас               |
| Бернард Грем         | доставщик           |
| Арманд Ассанте       | Жан-П'єр            |
| Нестор Серрано       | Ортега              |
| Хав'єр Канул         | Хуаніто             |
| Стівен Ленг          | сарджент-майор Джим |
| Герберт Франз'єр     | Мерімас             |
| Симона-Еліза Жирар   | Джанін              |
| Боб Волтон           | Віллі               |
| Розалі Стейнс        | Мама Німа           |
| Ненсі Сінклер        | жінка в барі        |
| Дірк Мюллер          | батько              |
| Нелл Стерн           | мати                |
| Брент Кроуфорд       | другий молодик      |
| Джейк Робертс        | Персер              |
| Шон Бітон            | третій молодик      |
| Артур Дж. Наскарелла | Луї Гавот           |
| Лінн Енн Леверидж    | Беатріс Річардсон   |
| Еморі Кінг           | гравець             |
| Дженніфер Білз       | місіс Гавот         |
| Гюстав Джонсон       | Ортвел              |
| Джилл Джейкобсон     | дружина губернатора |
| Лі Чепман            | спадкоємиця         |